# غريغ غارزا
غريغ غارزا (بالإنجليزية: Greg Garza)‏ (16 أغسطس 1991 بغرابفين في الولايات المتحدة - ) هو لاعب كرة قدم أمريكي في مركزي الظهير والدفاع. شارك مع منتخب الولايات المتحدة تحت 20 سنة لكرة القدم ومنتخب الولايات المتحدة لكرة القدم. أما مع النوادي، فقد لعب مع أتلانتا يونايتد وإشتوريل برايا ونادي أطلس ونادي تيخوانا.

## وصلات خارجية
- غريغ غارزا على موقع الدوري الأمريكي (الإنجليزية)
- غريغ غارزا على موقع قاعدة بيانات كرة القدم.إي يو (الإنجليزية)
- غريغ غارزا على موقع ناشيونال فوتبول تيمز (الإنجليزية)
- غريغ غارزا على موقع Soccerbase.com (لاعب) (الإنجليزية)
- غريغ غارزا على موقع Soccerway.com (الإنجليزية)
- غريغ غارزا على موقع عالم كرة القدم.نت (الإنجليزية)